# Many of Horror
Many of Horror is een nummer van de Schotse rockband Biffy Clyro uit 2010. Het is de vierde single van hun vijfde studioalbum Only Revolutions.
Het nummer gaat over de familie en de vrouw van Biffy Clyro-frontman Simon Neil, hij heeft de tekst ook geschreven. Many of Horror werd een grote hit op de Britse eilanden; het haalde de 8e positie in het Verenigd Koninkrijk. In de Nederlandse Top 40 haalde het nummer een bescheiden 27e positie.
Matt Cardle, de winnaar van The X Factor 2010, nam een studioversie van het nummer op onder de titel When We Collide die hij als debuutsingle uitbracht, nadat hij het had uitgevoerd in de finale van de competitie.